# Laura Gemser
Laura Gemser (eredetileg Laurette Marcia Gemser) (Jáva, Indonézia, 1950. október 5. –) indonéziai születésű, holland állampolgárságú, Olaszországban élő színésznő, pornószínésznő, fotómodell, divattervező, jelmeztervező.
Színésznőként elsősorban a Bitto Albertini és Joe D’Amato által rendezett erotikus és szoftpornó-filmszerepekben vált híressé. Legismertebb alakításainak egyike a címszerep az 1975-ös Fekete Emanuelle c. filmben volt, (amely Just Jaeckin kultuszfilmjének, az Emmanuelle-nek nyomdokvizén készült), majd ennek a filmnek további (nagyszámú) folytatásában. Az általa megformált Fekete Emanuelle – szerzői jogi okokból egy m–mel írva – világszerte ismert kultuszfigurává vált. Mainstream filmekben is szerepelt, pl. 1977-ben a Bűnvadászok filmvígjátékban, 1983-ban Moira Chen művésznéven a Love is forever c. filmdrámában. Az 1980-as évek végén kiszállt a szexfilm-szereplésből, ezután jelmeztervezőként, és alkalmanként színésznőként is dolgozott a mainstream filmipar számára. Az 1990-es évek elején teljesen visszavonult, azóta Olaszországban él.

## Életpályája

### Származása, ifjúsága
Laurette Marcia Gemser Indonéziában született, Jáva szigetén. Édesapja holland volt, édesanyja helyi, indonéz lakos, s legfőképp anyai ősei vonásait örökölte. Ötéves korában, 1955-ben szüleivel együtt a hollandiai Leeuwardenbe költözött. Utrechtben végezte tanulmányait, a MULO Regentesseschool középiskolába járt. Ennek elvégzése után az utrechti Artibus iparművészeti főiskolára jelentkezett, divattervezői szakra.

### Színésznői pályája
Fotómodell-karrierjét belga és holland szexmagazinokban kezdte. Egzotikus külseje, nyúlánk termete a különleges délszaki szépség imázsát hordozta, ismertsége gyorsan nőtt. Az 1970-es években Olaszországba költözött, 1974-ben megkapta első filmszerepét, Janine alakítását Pier Ludovico Pavoni rendező Amore libero – Free Love c. igen szabados szexfilmjében.
Számára a nagy áttörést Francis Giacobetti rendező 1975-ben bemutatott Emmanuelle 2. (Emmanuelle – L’antivierge) című filmje hozta meg, amelyben Laura Gemser az egzotikus masszőzt alakította. Kis mellékszerep volt, de Laura és Sylvia Kristel közös szexjelenetével egy csapásra ismertté tette nevét. A film képei megjelentek a Playboy magazinban. Az új, alig ismert szépség magára vonta a filmrendezők figyelmét. Laura számára megnyílt a softcore szexfilm-üzletág. Még abban az évben elkészült a Bitto Albertini olasz rendező Fekete Emanuelle (Emanuelle nera) c. szexfilmje, ebben már Laura Gemser kapta a főszerepet, a német Karin Schubert mellett. Az Emmanuelle 2. mellékszereplőjéből Bitto Albertini megalkotta a Fekete Emanuelle-t – szerzői jogi megfontolásokból következetesen egy m-mel írva – a nagy sikerű „fehér” Emmanuelle fekete vetélytársát, a francia Emmanuelle-filmek olasz konkurenciáját. A Fekete Emanuelle-filmek címszereplője egy szabadúszó és szabadelvű fényképésznő, aki körbeutazza a világot, új fotótémákat, modelleket, kalandokat keresve, közben – természetesen – új szexuális tapasztalatokat szerez. Albertini sikeres kultuszfigurát alkotott, ez az alakítás meghozta Laura számára a világhírt. Laura az első Fekete Emanuelle-filmben szerepelt először együtt a nála 18 évvel idősebb Gabriele Tintivel (1932–1991), akihez egy évvel később feleségül ment.
Laura Gemser szerepeinek jellege nagyjából hasonló volt: rendkívüli csáberőt sugárzó, szexre éhes, egzotikus szépséget játszott, gyakran a fehér karakterek szexrabszolgáját vagy okkult rítusok titokzatos papnőjét, varázslónőt, szexistennőt. A Fekete Emanuelle első részét 1976-tól kezdve további folytatások sora követte, az ilyen stílusú filmjeiről híressé vált Joe D’Amato rendezésében. E filmek többségét manapság az olasz erotikus és horror műfaj kultuszfilmjeiként tartják nyilván: Fekete Emanuelle (1975), Eva nera (1976), Emanuelle Amerikában (1976), Emanuelle és az utolsó kannibálok (1977) és egy Caliguláról szóló szex-horrorfilm (Caligola: la Storia mai raccontata, 1981).
Ezekben a filmekben Laura és a többi (főleg női) szereplő szélsőségesen erotikus és gátlástalan szexjeleneteket mutatott be, bár a kamera nem mutatott meg minden részletet. Az egzotikus helyszíneken forgatott filmeket áthatotta a fülledt erotika. Rendszeresen szerepelt bennük Gabriele Tinti is, ekkor már Laura Gemser valódi férje. A visszatérő női szereplők Lorraine De Selle, Patricia (Dirce) Funari, Annie Belle, Ely Galleani és Paola Senatore voltak, egyikük-másikuk az olasz mainstream filmiparba is feljutott.
Laura Gemser közismertségét világszerte a Fekete Emanuelle-filmek hozták meg. E filmeket az 1970-es, 1980-as években az Cinemax előfizetéses kábeltévé az Egyesült Államokban éjszakai műsorként sugározta. Rajongói a csatornát ezért „Skinemax”-nak (kb. pucér-maxnak) becézték. Az 1980-as évek tizenéves tévénézői számára, akik törvényesen nem vásárolhattak és nem kölcsönözhettek ki erotikus filmeket, valószínűleg Laura Gemser számított a legkedveltebb szexsztárnak. Laura szerepelt a Fekete Emanuelle cenzúrázatlan, hardcore változataiban is, bár mind ő maga, mind a filmkészítők váltig állítják, hogy hardcore „műveletekben” Laura nem vett részt, azokba más színésznőkkel felvett közeli hardcore inzerteket vágták bele. A Fekete Emanuelle kábeltévén át sugárzott változatából persze e hardcore jeleneteket maradéktalanul kicenzúrázták (vagy eleve benne se voltak).
Említést érdemlő (erotikus) szerepei voltak még: 1976-ban az Eva nera (angol címe Black Cobra Woman) címszerepe, ebben Jack Palance is játszott; Christian Anders német rendező 1981-es Die Todesgöttin des Liebescamps c. filmjében (más címei: Love Camp, Divine Emanuelle), az isteni kultusz karizmatikus papnője; Joe D’Amato 1982-es Ator l’invincibile c. filmjében Indun, a gonosz varázslónő; vagy Lilith, a szenvedélytől korbácsolt mutáns az Endgame – Bronx lotta finale c. Joe D’Amato filmben (itt Moira Chen álnéven).
Mainstream filmekben is szerepelt. 1976-ban (még névtelen mellékszereplőként) feltűnt Stuart Rosenberg amerikai rendező Elátkozottak utazása című filmdrámájában, amely egy Németországból menekülő zsidó csoport viszontagságairól szól (főszereplők Ben Gazzara, Faye Dunaway, Fernando Rey, Jonathan Pryce, José Ferrer, Lee Grant, Orson Welles és mások). 1977-ben Enzo Barboni vígjátékában, a Bűnvadászokban játszott mellékszerepet, Terence Hill és Bud Spencer mellett. 1988-ban Mario Bianchi Fénytörés című erotikus filmdrámájában férjével, Gabriele Tintivel együtt főszerepet játszott (Chiara. 1990-ben a George Eastman által rendezett Metamorfózis című horrorfilmben egy prostituáltat alakított.
Mainstream filmszerepei közül a Hall Bartlett által rendezett Love Is Forever című amerikai tévédrámát fogadták a legkedvezőbben, amelyben Laura Gemser (Moira Chen művésznév alatt) egy laoszi menekültet (Keo Sirisomphone-t) alakított a jól ismert Michael Landon (1936–1991) partnereként.
Utolsó (legutóbbi?) filmje, amelyben szerepet vállalt, Joe D’Amato Passion’s Flower (Il fiore della passione) című játékfilmje volt, amelyet 1994-ben Dél-Koreában mutattak be.

### Jelmeztervezőként
Több mint egy évtizeden át alakított filmszerepei (és néhány kósza hardcore videóklipje révén) Laura igazi szexszimbólummá vált. A filmszereplés mellett az 1980-as évek végétől saját tanult szakmáját is gyakorolta: több játékfilm jelmeztervezőjeként is dolgozott. Legutóbbi filmje, amelynek jelmezeit ő tervezte, Joe D’Amato 1990-ben bemutatott Troll 2 című fantasztikus horrorfilmje volt. (Ez a film egyébként teljes bukás volt, címe sűrűn szerepelt a „minden idők legrosszabb filmje” és hasonló című listákon; a kritikusok a jelmezeket sem kímélték.)
Férjével, Gabriele Tintivel, akihez 1976-ban ment feleségül, több, mint 20, főleg erotikus filmben szerepeltek közösen. A házasság Tinti 1991-ben bekövetkezett haláláig tartott (rákbetegségben hunyt el). A megözvegyült Laura ekkor, az 1990-es évek elején teljesen felhagyott a filmiparral, azóta visszavonultan él Olaszországban.

## Filmjei
Laura Gemser filmjei többségének eredeti címe olasz nyelvű. A nemzetközi filmpiacra angol, német, francia címek alatt kerültek ki, a film-adatbázisokban gyakran e nem-olasz nyelvű címek alatt kereshetők eredményesen.
- 1974: Amore libero / Free Love (Janine)
- 1975: Emmanuelle 2., (a fekete bőrű masszőz), Sylvia Kristellel, Catherine Rivet-vel.
- 1975: Fekete Emanuelle, (Emanuelle), Isabelle Marchalllal, Karin Schuberttel.
- 1975: Emanuelle nera: Orient reportage / Emanuelle in Bangkok, (Emanuelle), Ely Galleanival.
- 1975: Velluto nero / Black Velvet / Emanuelle in Egypt, (Laura), Annie Belle-lel.
- 1976: Elátkozottak utazása / Voyage of the Damned, (José Estedes – Orson Welles – névtelen barátnője)
- 1976: Voto di castità / Vow of Chastity, (szobalány)
- 1976: Eva nera / Black Cobra Woman, (Eva)
- 1977: Emanuelle in America (Emanuelle), Paola Senatoréval.
- 1977: Suor Emanuelle / Sister Emanuelle / Die Nonne und das Biest, (Emanuelle), Monica Zanchival és Dirce Funarival.
- 1977: Bűnvadászok / Crime busters / I due superpiedi quasi piatti, (Susy Lee)
- 1977: Suor Emanuelle / Sister Emanuelle, (Emanuelle), Monica Zanchival.
- 1977: Emanuelle – Perché violenza alle donne? / Emanuelle Around the World, (Emanuelle), Karin Schuberttel.
- 1977: Emanuelle e gli ultimi cannibali / Emanuelle and the Last Cannibals, (Emanuelle), Dirce Funarival, Mónica Zanchival.
- 1977: Le notti porno nel mondo / Sexy Night Report, (Emanuelle, mint moderátor)
- 1978: Emanuelle e le porno notti nel mondo 2/ Emanuelle and the Erotic Nights 2 (Emanuelle, mint moderátor)
- 1978: La Via della prostituzione / Emanuelle and the White Slave Trade, (Emanuelle), Ely Galleanival.
- 1978: L’infermiera di campagna (Selenia Anselmi doktornő)
- 1978: Exit 7 (Stewardess)
- 1978: La mujer de la tierra caliente (Die Frau vom heißen Fluß), fősz. Stuart Whitman, Paola Senatore, (a Nő)
- 1978: Voglia di donna, (Afrikai hercegnő), Cicciolinával
- 1979: El periscopio / Malizia erotica / ...And Give Us Our Daily Sex, (Emanuelle)
- 1980: Tiltott sziget / La spiaggia del desiderio / Emanuelle on Taboo Island, (Haydee)
- 1980: I mavri Emanouella / Porno amore esotico / Emanuelle's Daughter / Emanuelle in Tahiti, (Emanuella Brindisi)
- 1980: Le notti erotiche dei morti viventi / Queen of the Zombies, (Luna)
- 1981: Die Todesgöttin des Liebescamps / Love Camp / Divine Emanuelle (Divine Emanuelle)
- 1981: Brigade criminelle / International prostitution, (Tazzi)
- 1981: Bushido kardja / The Bushido Blade (Maria Tomoe)
- 1982: Caligola: La storia mai raccontata / Caligula: The Untold Story, (Miriam)
- 1982: Violenza in un carcere femminile / Violence in a Women's Prison / Caged Women, (Emanuelle/Laura Kendall)
- 1982: Horror Safari / Invaders of the Lost Gold / Safari senza ritorno, (Maria)
- 1983: La belva dalle calda pelle / Emanuelle, Queen of the Desert, (Emanuelle)
- 1983: Endgame – Bronx lotta finale / Endgame, (Lilith)
- 1983: Le déchaînement pervers de Manuela, (Manuela/Emanuelle)
- 1983: Emanuelle fuga dall’inferno / Emanuelle Escapes from Hell, (Emanuelle)
- 1983: Love Is Forever (Keo Sirisomphone), Moira Chen művésznéven
- 1985: Az alkóv (L’Alcova / Sklavin für einen Sommer), (Zerbal) (Annie Belle-lel, Lilli Caratival)
- 1985: A kéj (Il piacere / The Pleasure), (Haunani) (Lilli Caratival)
- 1986: Voglia di guardare / Skandalöse Emanuelle – Die Lust am Zuschauen, (Josephine)
- 1988: Fénytörés / Riflessi di luce, (Chiara)
- 1987: Undici giorni, undici notti / 11 days 11 Nights, Part 1: Fantasy becomes Reality (Dorothy Tipton)
- 1988: Undici giorni, undici notti / 11 Days 11 Nights: Part 2: The Sequel (Dorothy/Eve)
- 1988: Undici giorni, undici notti / 11 days 11 Nights, Part 2: The Web of Desire (Jackie Forrest)
- 1989: Undici giorni, undici notti / 11 days 11 Nights, Part 3: Pomeriggio caldo / The Final Chapter (táncosnő)[15] (Valentine Demyvel)
- 1988: Undici giorni, undici notti / 11 days 11 Nights, Part 5: Amore Sporco/ Dirty Love, (masszőz)[16] (Valentine Demyvel)
- 1990: Troll 3 / Quest for the Mighty Sword (Grimilde)
- 1990: Metamorfózis (prostituált)
- 1991: Wallstreet Woman / High Finance Woman, (prostituált)
- 1992: Una Tenera storia / Love Project (titkárnő)

## Ruha- és jelmeztervezői munkái
- 1988: Top Model/ 11 Days 11 Nights: Part 2: The Sequel
- 1988: Amore sporco
- 1990: La Stanza della parole
- 1990: Troll 3 / Quest for the Mighty Sword
- 1990: La Casa 5
- 1990: Metamorfózis
- 1990: Troll 2
- 1990: Hot steps – passi caldi
- 1991: Ritorno dalla morte
- 1991: La Donna di una sera
- 1991: Le porte del silenzio / Door to Silence